# Jorzec
Jorzec – jezioro w Polsce w województwie warmińsko-mazurskim, w powiecie mrągowskim, w gminie Mikołajki.

## Położenie i charakterystyka
Jezioro leży na Pojezierzu Mazurskim, w mezoregionie Wielkich Jezior Mazurskich, w dorzeczu Pisa–Narew–Wisła. Znajduje się około 5 km w kierunku północno-zachodnim od Mikołajek. W pobliżu północno-zachodniego brzegu leży wieś Faszcze. Przez jezioro przepływa Jurzec – czwartorzędowy ciek o łącznej długości 17,091 km, który wpada do zbiornika wodnego od południa, prowadząc wody z jeziora Zelwążek, a wypływa na północy kierując się do jeziora Tałty. Na północ od akwenu, znajduje się również połączone ciekiem wodnym – jezioro Kociołek.
Linia brzegowa średnio rozwinięta. Brzegi łagodne i płaskie, z wyjątkiem krańców wschodnich i zachodnich, które są wysokie, gdzieniegdzie strome. W otoczeniu znajdują się łąki, pola i pastwiska, a także przy południowo-zachodnich brzegach – lasy.
Zbiornik wodny według typologii rybackiej jezior zalicza się do leszczowych.
Jezioro leży na terenie obwodu rybackiego Jeziora Inulec w zlewni rzeki Pisa – nr 29. Objęte jest strefą ciszy. Znajduje się na terenie Obszaru Chronionego Krajobrazu Krainy Wielkich Jezior Mazurskich o łącznej powierzchni 85 527,0 ha, a także obszaru Natura 2000 – specjalny obszar ochrony siedlisk: Mazurska Ostoja Żółwia Baranowo (PLH280055) o powierzchni 4305,1 ha.
Przed 1950 jezioro nosiło niemiecką nazwę: Kleiner Jauer See.

## Morfometria
Według danych Instytutu Rybactwa Śródlądowego powierzchnia zwierciadła wody jeziora wynosi 41,9 ha. Średnia głębokość zbiornika wodnego to 5,5 m, a maksymalna – 11,6 m. Lustro wody znajduje się na wysokości 118,0 m n.p.m. Objętość jeziora wynosi 2308,7 tys. m³. Maksymalna długość jeziora to 1840 m a szerokość 300 m. Długość linii brzegowej wynosi 4250 m.
Inne dane uzyskano natomiast poprzez planimetrię jeziora na mapach w skali 1:50 000 według Państwowego Układu Współrzędnych 1965, zgodnie z poziomem odniesienia Kronsztadt. Otrzymana w ten sposób powierzchnia zbiornika wodnego to 41,0 ha, a wysokość bezwzględna lustra wody – 117,8 m n.p.m.

## Przyroda
W skład pogłowia występujących ryb wchodzą m.in. leszcz, szczupak, lin, okoń, płoć i karaś.
Roślinność przybrzeżna mało rozwinięta, nieliczna roślinność podwodna. Występuje grzybień biały.